# Leandro Campos
Leandro Caitano de Campos (Porto Alegre, 6 de fevereiro de 1964), é um treinador de futebol brasileiro. Atualmente está sem Clube

## Carreira
Chegou ao ABC em 2010 período em que o time iniciava o segundo turno do Campeonato Potiguar, fez com o time conquistasse o turno de forma invicta, e consequentemente chegando a final do campeonato, diante do Coríntians de Caicó, aplicando um goleada por 5 a 1 no primeiro jogo e perdendo o segundo por 2 a 1, mas no agregado 6 a 3 para o Mais Querido e conquistando o Campeonato Potiguar mais uma vez em sua história. Na Série C se consagrou no comando técnico alvinegro, após se classificar para a segunda fase, fez com o time chegasse ao tão sonhado acesso após vencer o Águia de Marabá por 1 a 0 no primeiro jogo e por 3 a 1 no segundo jogo em Natal. Mas além disso, Leandro fez com que o time chegasse a inédita final contra o Ituiutaba, vencendo por 1 a 0 no primeiro e empatando em 0 a 0 no segundo e assim fazendo com que o ABC conquistasse o seu primeiro título nacional e colocando o Rio Grande do Norte entre os estados campeões nacionais, ganhando por parte da torcida o apelido de Felipão do Nordeste. Na temporada seguinte após um começo irregular no Campeonato Potiguar com a perda do Copa Cidade de Natal para o Santa Cruz, entregou o cargo de treinador, porém, após a diretoria não conseguir um substituo a tempo, Leandro aceitou o pedido da diretoria e acertou seu retorno ao Mais Querido e repetiu o feito de 2010 conquistando de forma invicta o segundo turno e novamente o Campeonato Potiguar, o 52º do clube em sua história. No mesmo ano se destacou após levar o ABC a inédita final da Copa do Nordeste, mas acabou sendo derrotado por 2 a 1 pelo Vitória.
Durante a Série B acabou tendo uma campanha irregular e novamente entregou seu cargo a diretoria, sendo substituído por Guto Ferreira, mas novamente recebe um pedido da diretoria para seu retorno ao ABC e atende a ele e retorna ao clube realizando uma campanha melhor deixando o time em 10º colocado.
Em 2013 foi contratado pelo ASA para a temporada, realizando uma boa campanha no primeiro semestre levando o time a final da Copa do Nordeste, porém acabou recebendo uma proposta do Ceará e assumindo o Vozão no mesmo ano. Pelo Ceará se consagrou campeão do Campeonato Cearense após vencer o Guarany de Sobral na final. Após uma derrota para o Oeste pela Série B foi demitido do cargo de treinador do clube. No mesmo ano acertou seu retorno ao ASA após a demissão de Ricardo Silva. Mas após uma série de três derrotas consecutivas pediu demissão do cargo de treinador e deixando o time na 17ª colocação.
Em abril de 2017 acertou seu retorno ao futebol potiguar, mas não para seu ex-clube ABC e sim para o rival América de Natal com a enorme missão de reerguer o clube após uma péssima campanha no Campeonato Potiguar e um rebaixamento à Série D em 2016.

### CSE
Em 04 de junho de 2024 foi contratado pelo CSE para comandar o clube na Série D.

## Títulos

### Como Treinador
ABC
- Campeonato Brasileiro - Série C: 2010
- Campeonato Potiguar: 2010 e 2011.

Ceará
- Campeonato Cearense: 2013

## Estatísticas
Atualizado dia 9 de abril de 2014.
| Clube         | Jogos | Vitórias | Empates | Derrotas |
| ------------- | ----- | -------- | ------- | -------- |
| Ceará         | 22    | 11       | 7       | 4        |
| ASA           | 16    | 5        | 1       | 10       |
| Guaratinguetá | 3     | 0        | 1       | 2        |
| Treze         | 13    | 5        | 2       | 6        |